# Bảo tàng Henryk Sienkiewicz ở Wola Okrzejska
Bảo tàng Henryk Sienkiewicz ở Wola Okrzejska (tiếng Ba Lan: Muzeum Henryka Sienkiewicza w Woli Okrzejskiej) là một bảo tàng tiểu sử dành cho nhà văn Henryk Sienkiewicz tọa lạc tại số 105 Wola Okrzejska, xã Krzywda, huyện Łukowski, tỉnh Lubelskie, Ba Lan. Trụ sở của Bảo tàng là ngôi nhà của bà nhà văn, nơi Henryk Sienkiewicz sinh ra và trải qua chín năm đầu đời.

## Lịch sử
Bảo tàng Henryk Sienkiewicz ở Wola Okrzejska được thành lập vào năm 1966. Ngày khánh thành Bảo tàng có sự tham gia của Zuzanna Sienkiewicz (con dâu nhà văn), các cháu gái Maria Sienkiewicz, Maria Korśmieowicz, cùng những người khác.
Lúc đầu, Bảo tàng là một chi nhánh của Bảo tàng Khu vực ở Łuków. Năm 1975, Bảo tàng Henryk Sienkiewicz ở Wola Okrzejska trở thành một tổ chức độc lập.

## Triển lãm
Bộ sưu tập của Bảo tàng Henryk Sienkiewicz ở Wola Okrzejska hiện đang bao gồm nhiều kỷ vật của nhà văn. Bảo tàng có một bộ sưu tập sách phong phú gồm các ấn bản của các tác phẩm đoạt Giải Nobel. Ngoài ra, trong bộ sưu tập của Bảo tàng còn có các tác phẩm nghệ thuật (chủ yếu là hội họa, đồ họa và điêu khắc) lấy cảm hứng từ các tác phẩm của nhà văn, và các thứ khác.

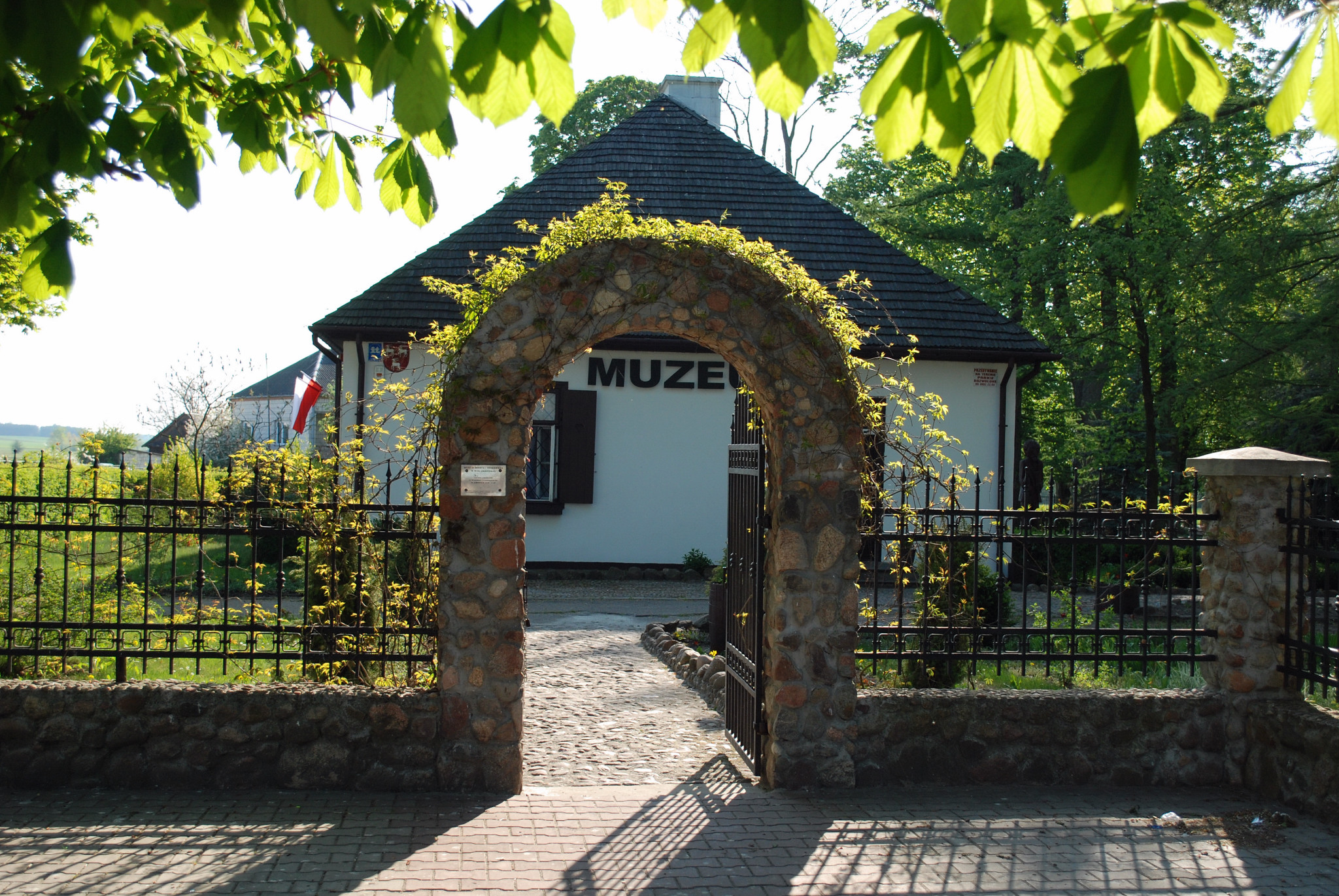
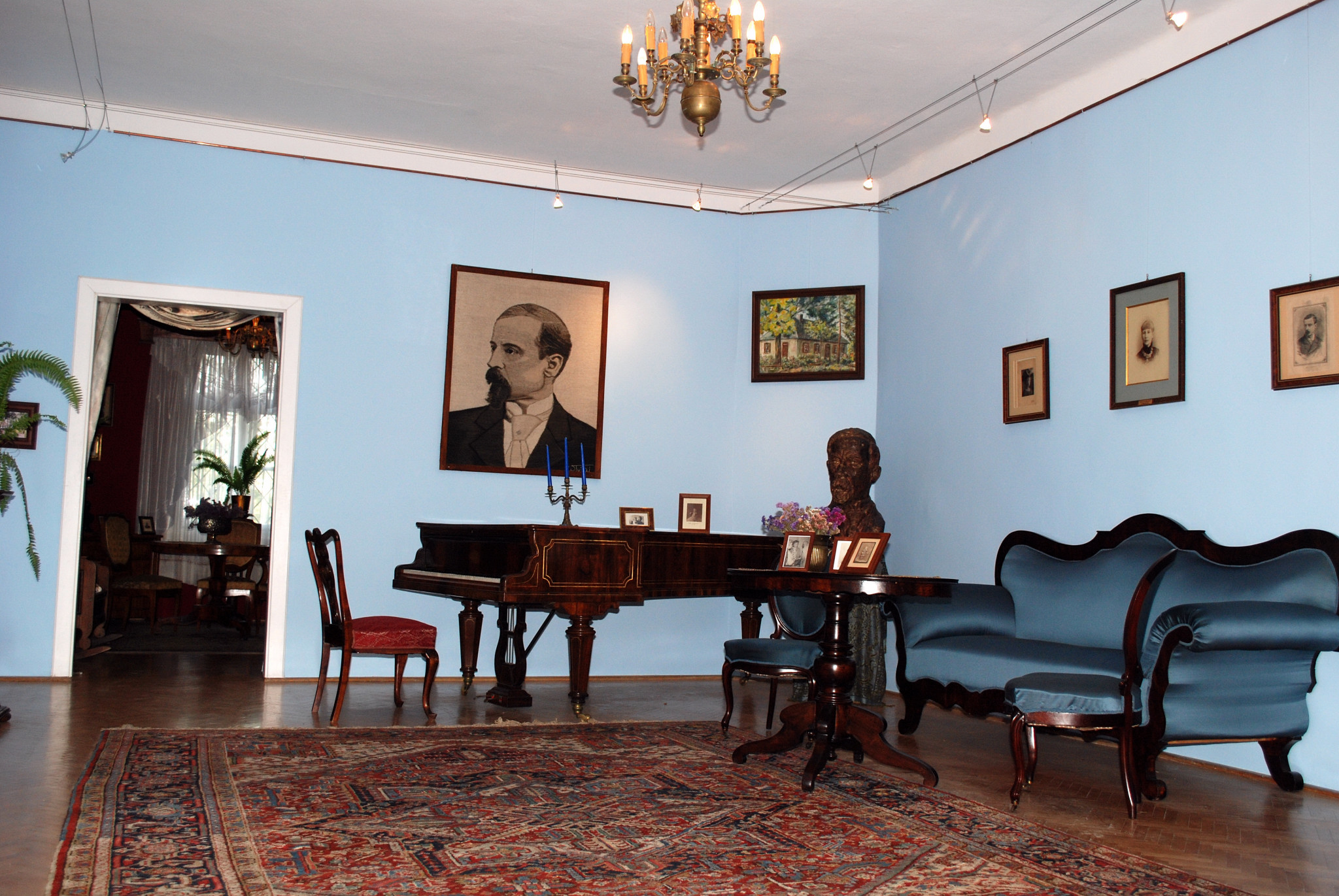
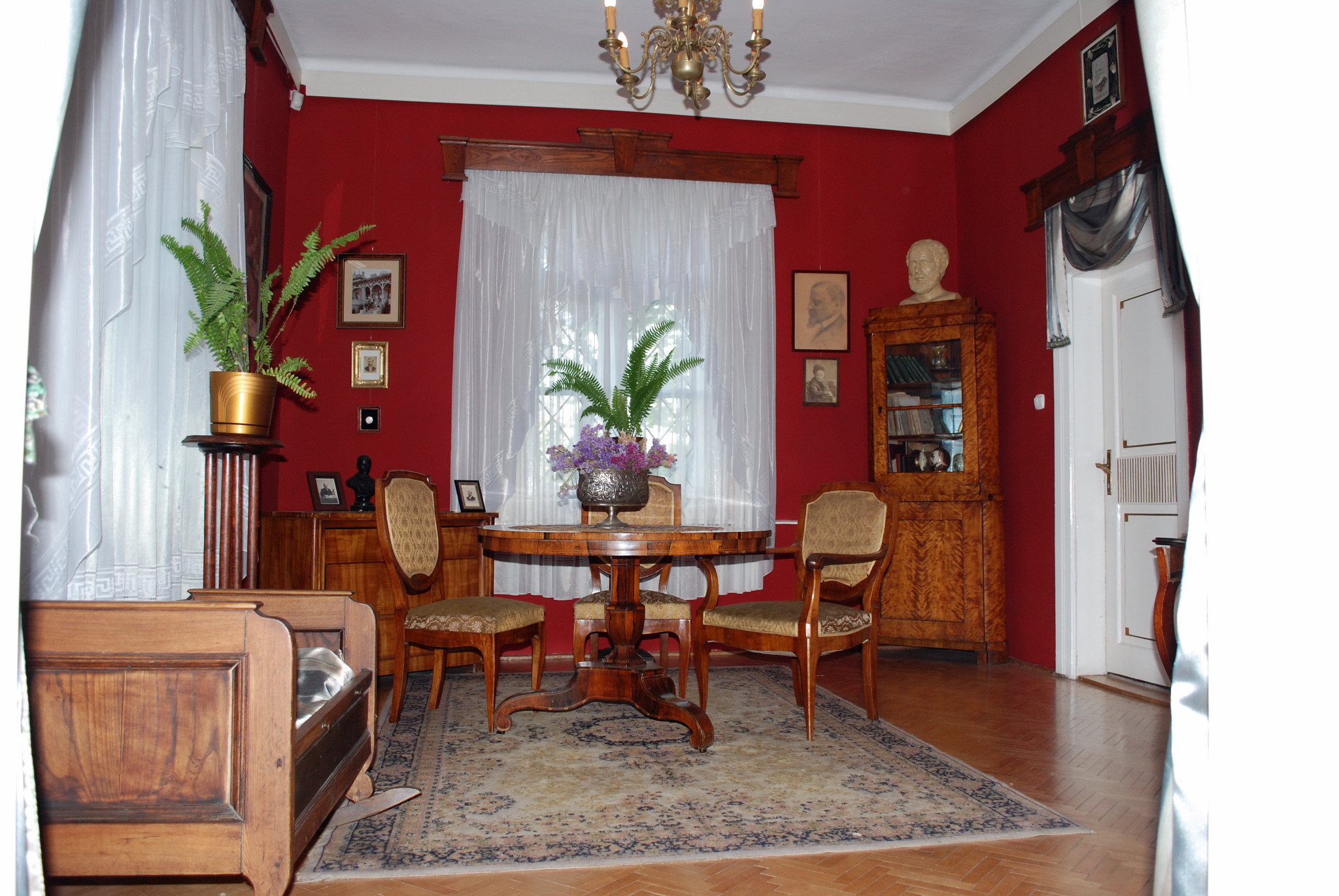
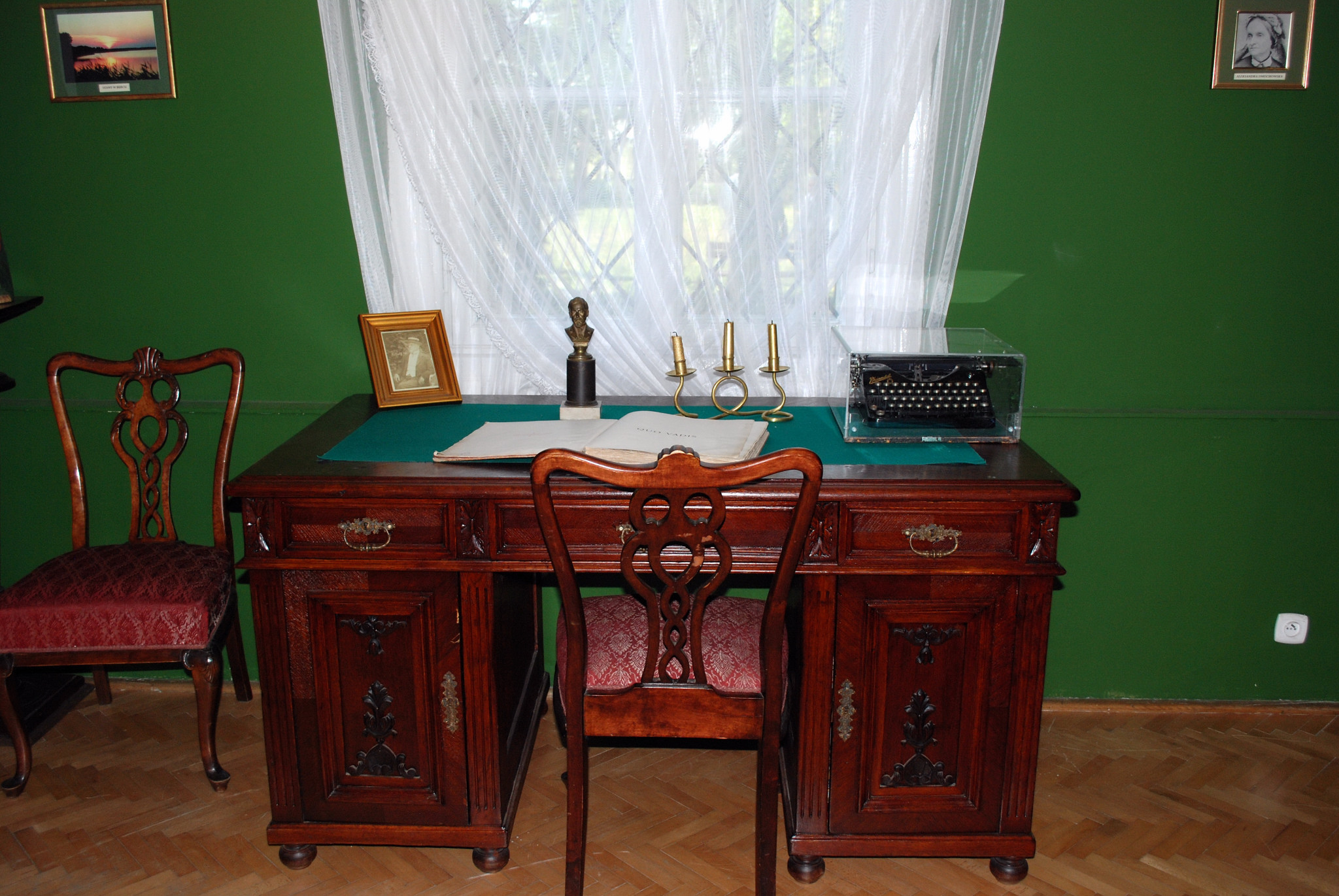
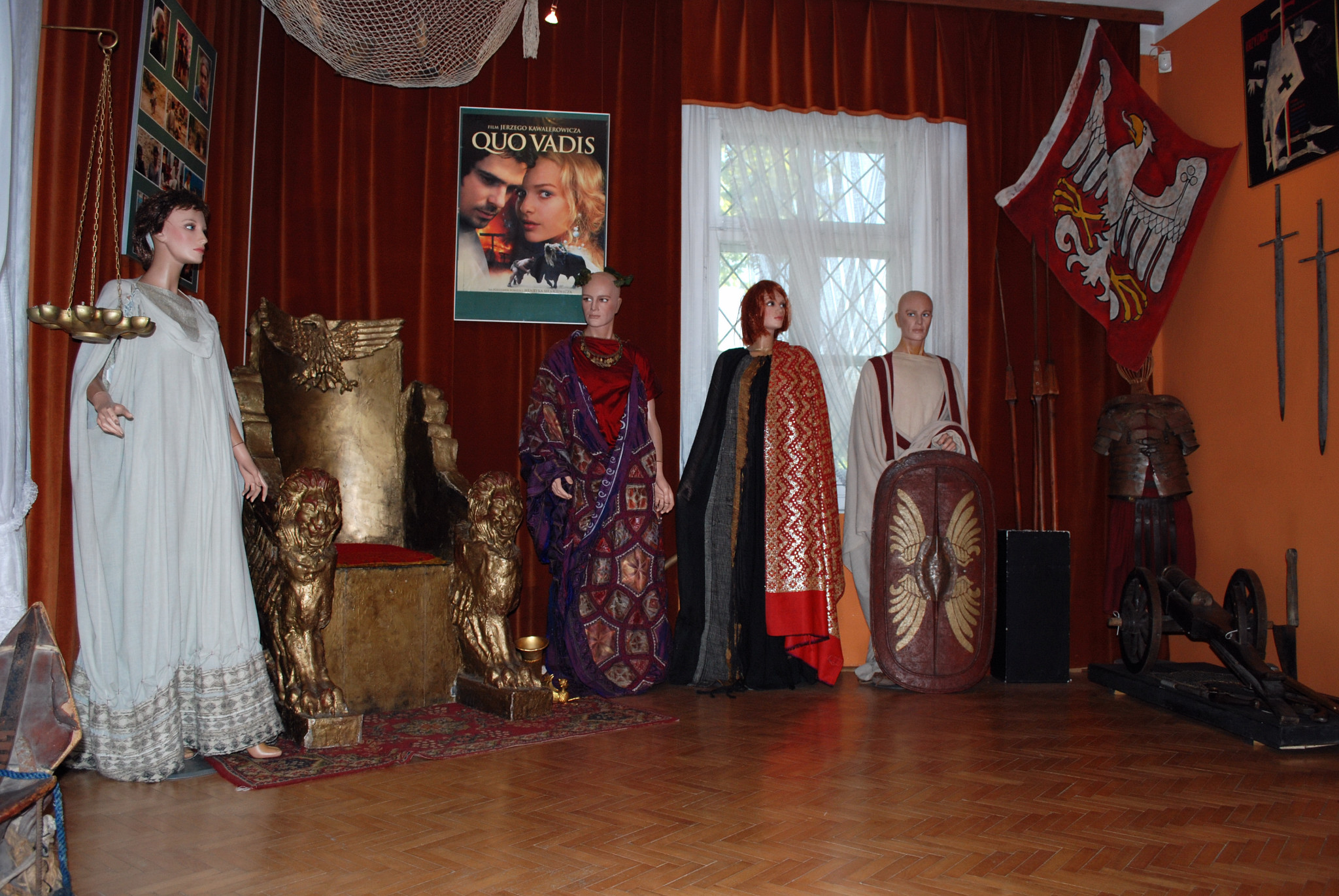

Bảo tàng Henryk Sienkiewicz ở Wola Okrzejska cũng tổ chức nhiều sự kiện, cuộc họp mặt và cuộc thi liên quan đến nhà văn và đồng tổ chức các cuộc mít tinh của các trường học mang tên ông.

## Giờ mở cửa
Bảo tàng Henryk Sienkiewicz ở Wola Okrzejska hoạt động quanh năm, mở cửa tất cả các ngày trong tuần trừ thứ Hai. Khách tham quan phải trả phí vào cửa.